# Aurelio González (Fußballspieler, I)
Aurelio González Latorre war ein chilenischer Fußballspieler. Der Stürmer wurde mit Colo-Colo Meister der Primera División 1936.

## Karriere
Aurelio González spielte bis 1933 für den Badminton FC und wechselte 1934 zum CSD Colo-Colo. Dort war er zwei Saisons Stammspieler und kam in seiner dritten Spielzeit nur auf einen Ligaeinsatz, in dem er beim 3:1-Erfolg über Santiago Morning ein Tor erzielte. In dieser Saison wurde er mit Colo-Colo Meister. Anschließend spielte er bei den Albos noch im Turnier Nacional zwei Spiele und verließ Ende 1936 den Verein. Weitere Stationen sind nicht bekannt.

## Erfolge
Colo-Colo
- Chilenischer Meister: 1936